# Robert Seldon Duncanson
Robert Seldon Duncanson, född 1821 i Fayette i delstaten New York i USA, död 21 december 1872 i Detroit i USA, var en amerikansk landskapsmålare, som räknas som den första internationellt kända afro-amerikanska bildkonstnären. 
Robert Seldon Duncanson hade ingen formell utbildning. På 1840-talet arbetade han framförallt som porträttmålare i likhet med många andra afroamerikanska konstnärer. Han reste mellan Cincinnati, Detroit och Monroe i Michigan. Det första daterade verket är ett porträtt av en moder med dotter från 1841.
Som en frisvart man under antebellumepoken i USA fick Duncanson stöd från abolitionistgemenskapen i USA och Storbritannien i främjande av sin konst.

## Uppväxt
Robert Seldon Duncanson var en av fem söner till John Dean Duncanson (omkring 1777–1851), som var en fri färgad affärsman, och Lucy Nickles (omkring 1782–1854). Båda härstammade från Virginia. John Dean Duncansons far, Charles Duncanson, var en tidigare slav, som fick möjlighet att lära sig ett hantverk, eftersom han troligen var barn utanför äktenskapet till sin slavägare. Efter frigivandet bodde Charles Duncanson med sin son John Dean som fria i Virginia. I slutet av 1700-talet blev inställningen till fria svarta i de nordliga sydstaterna negativa, varför familjen Duncanson flyttade norrut i USA. Familjen Duncanson bosatte sig i Fayette i delstaten New York, där Robert Seldon föddes. Charles Duncansons snickerikunskap traderades till sonen John Dean och barnbarnen. Denna kunskap i både snickeri och  målning blev en plattform för Robert Seldon Duncanson att utveckla sig hantverksmålare och senare till konstnär.
Robert Seldon Duncanson tillbringade sin uppväxt i Monroe i Michigan. Vid 19 års ålder etablerade han sig 1840 i Cincinnati i Ohio.

## Verksamhet
I Cincinnati ägnade han sig i början år porträtt, dekorativa stilleben och genrebilder. Han anslöt sig till Hudson River School, som karaktäriseras av storslagna landskapspanoramabilder. Han började med att kopiera målningar av konstnärer som Asher Brown Durand (1796–1886), William Sonntag (1822–1900) och Frederic Edwin Church (1826–1900). 
Den abolitionistiske beskyddaren Nicholas Longworth (1783–1863) gav honom i uppdrag att dekorera entréhallen till sin egendom i Cincinnati (i dag Taft Museum of Art) med åtta stora landskapspanoramor. Han fick också möjlighet att göra en långresa till Europa 1853 med  besök i London, Paris, Florens och Rom.  År 1854 var han tillbaka i Cincinnati. 
Många av Duncansons målningar, som Land of the Lotus Eaters, influerades av mytiska temata i verk av brittiska romantiska poeter. Över en tjugoårsperiod utvecklade Duncanson ett intresse för europeisk litteratur under ett antal resor till Europa.
Efter Duncansons död i 1872 minskade intresset för hans konst, liksom för den av hans samtida kollegor som landskapsmålare i Hudson River School. Nästa generation amerikanska målare, kritiker och publik intresserade sig mer för fransk konst, som Barbizonskolan och så småningom impressionisterna. 
Under 1900-talet intresserade sig James A. Porter (1905–1970) för afroamerikansk konsthistoria och publicerade 1951 bland annat en studie av Robert Seldon Duncanson. Senare publicerade också Joseph D. Ketner (1955–2018) 1993 ett grundligt verk om Duncanson. Han var också kurator för en utställning, som visades på olika ställen i USA 1995–1996 och senare 2011 och 2012 också för Thomas Cole National Historic Site och Wallach Art Gallery på Columbia University.

## Bildgalleri

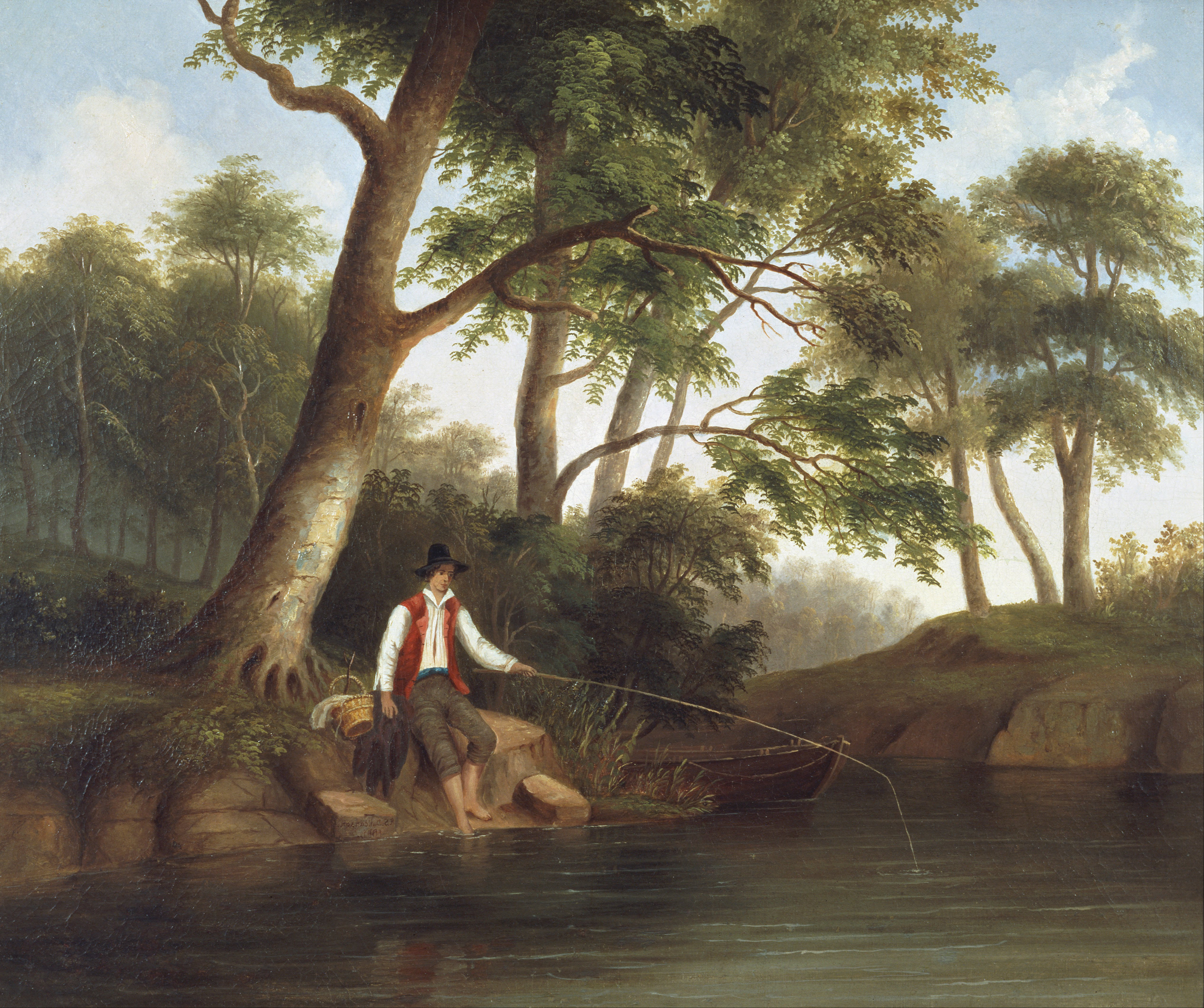
Man fishing, 1848
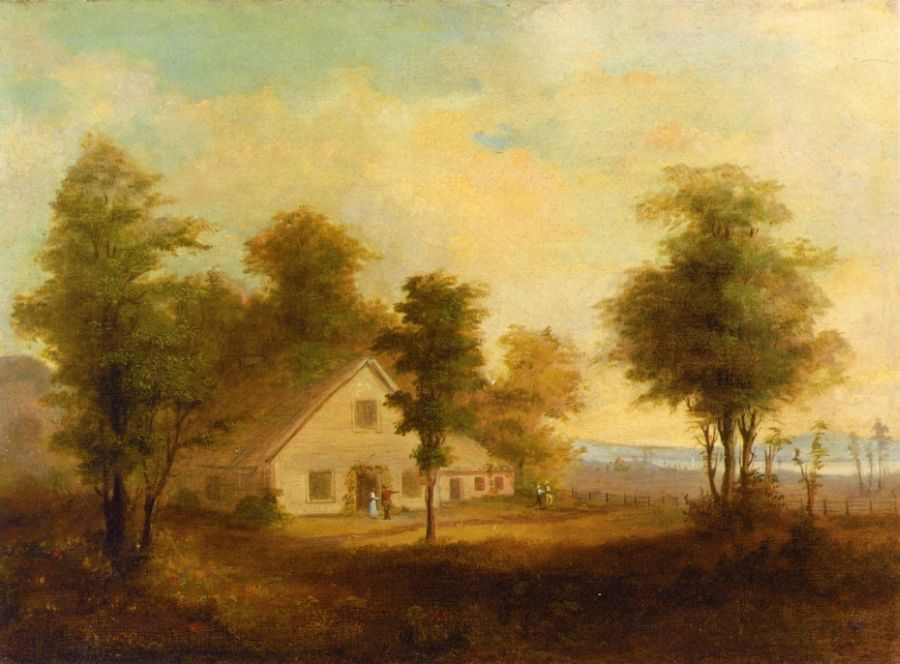
Summer, 1849
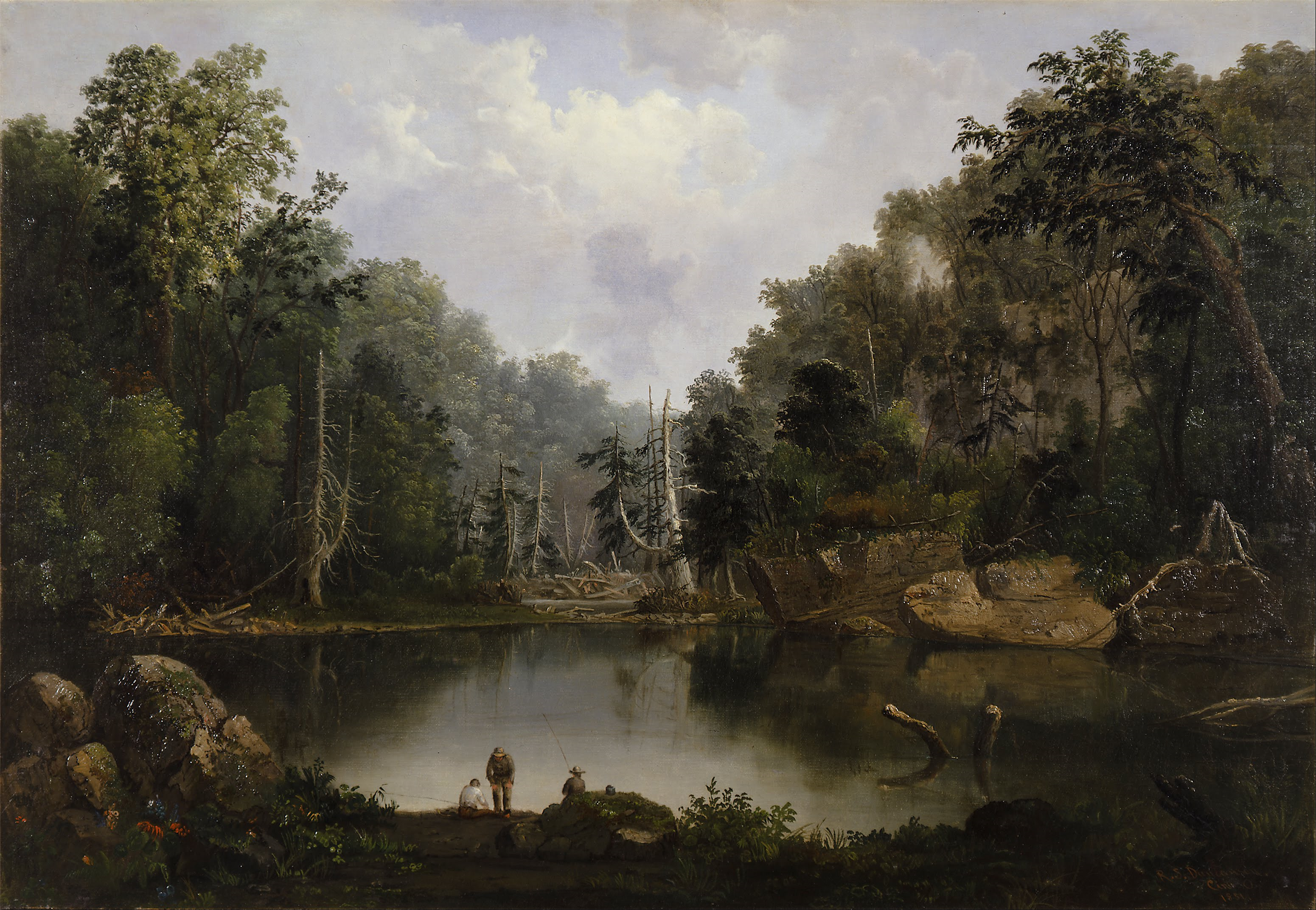
Blue Hole, Little Miami River, 1851
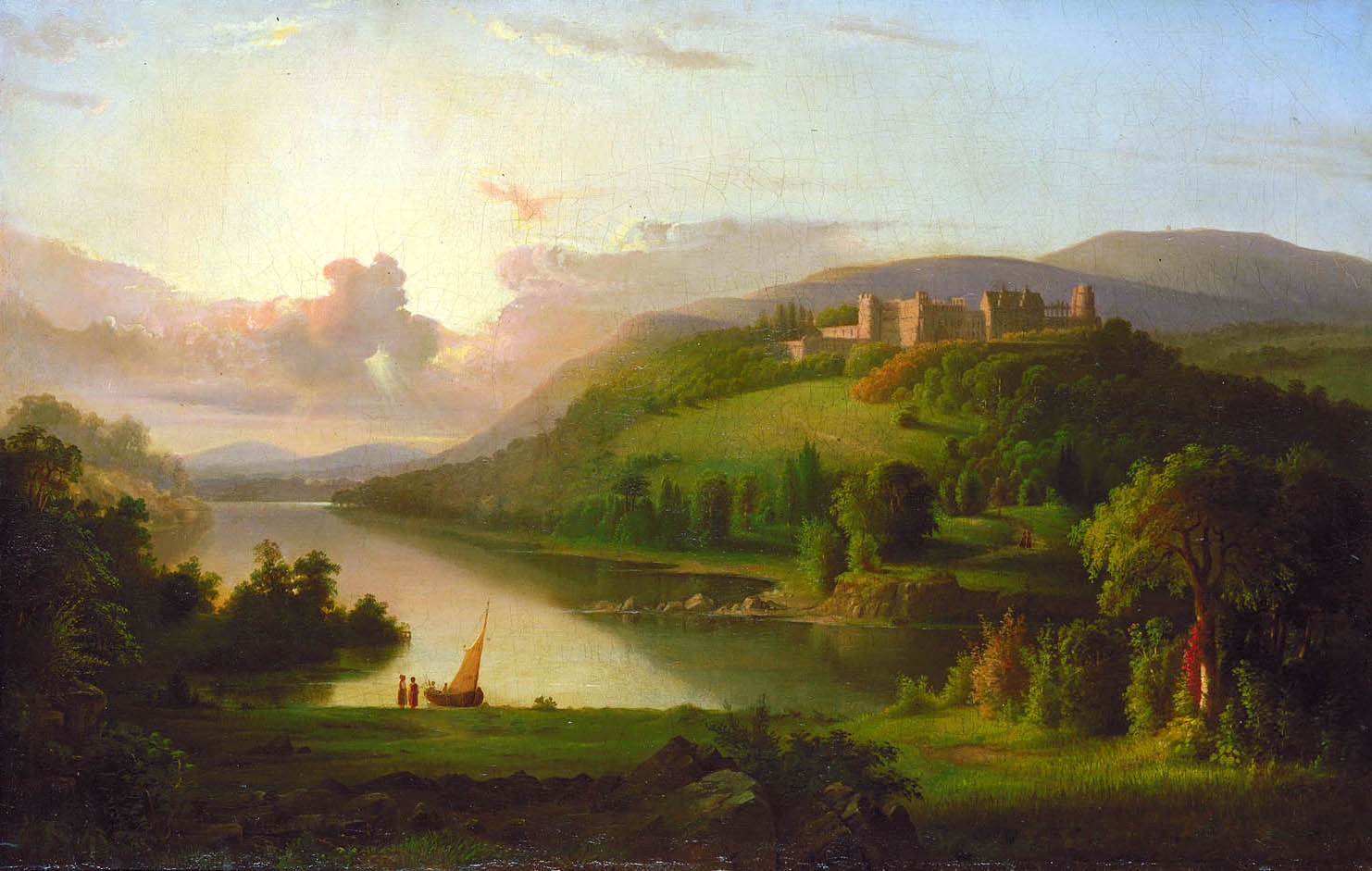
Scotch Highlands, mellan 1848 och 1852
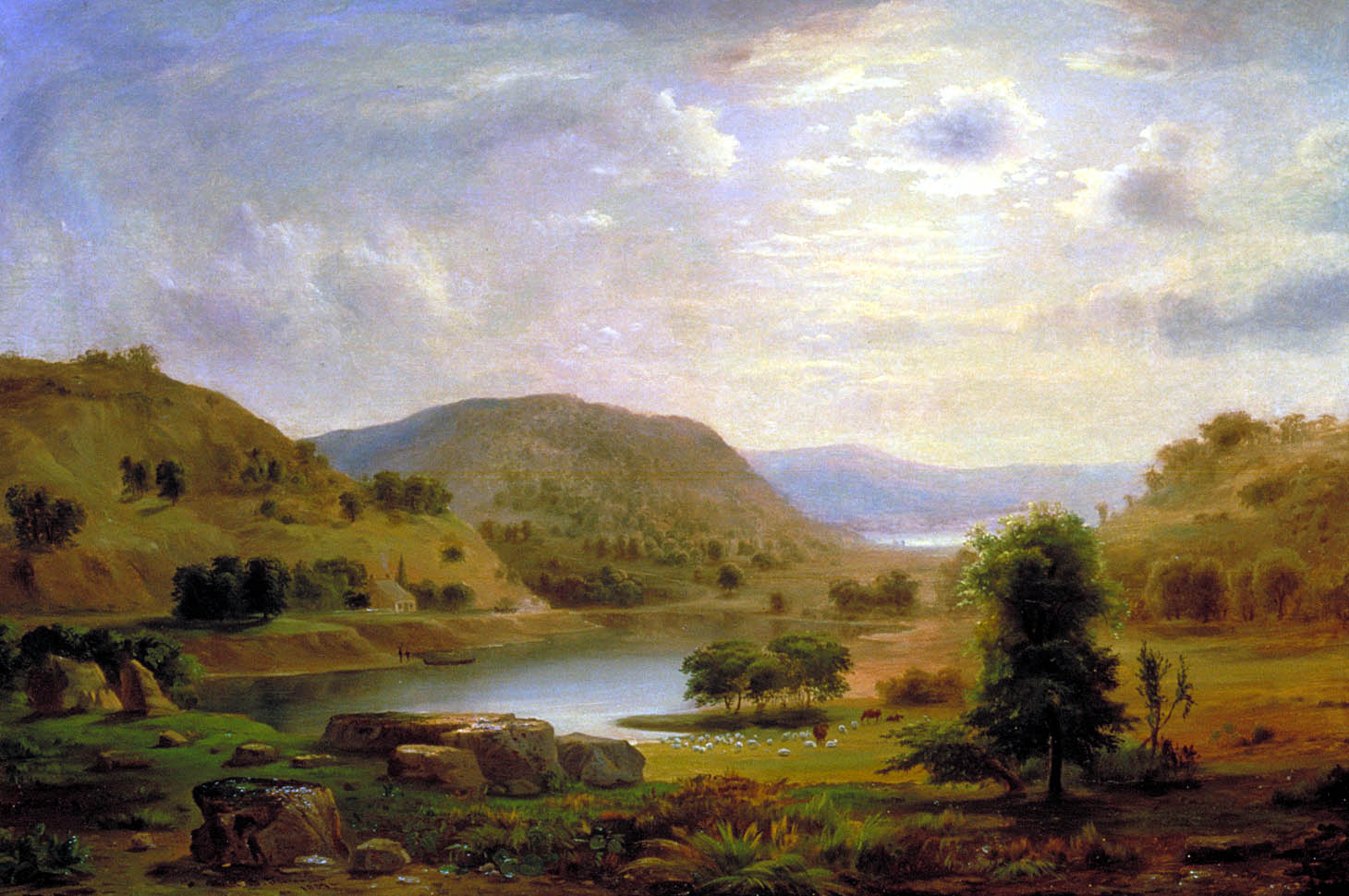
Valley pasture, 1857
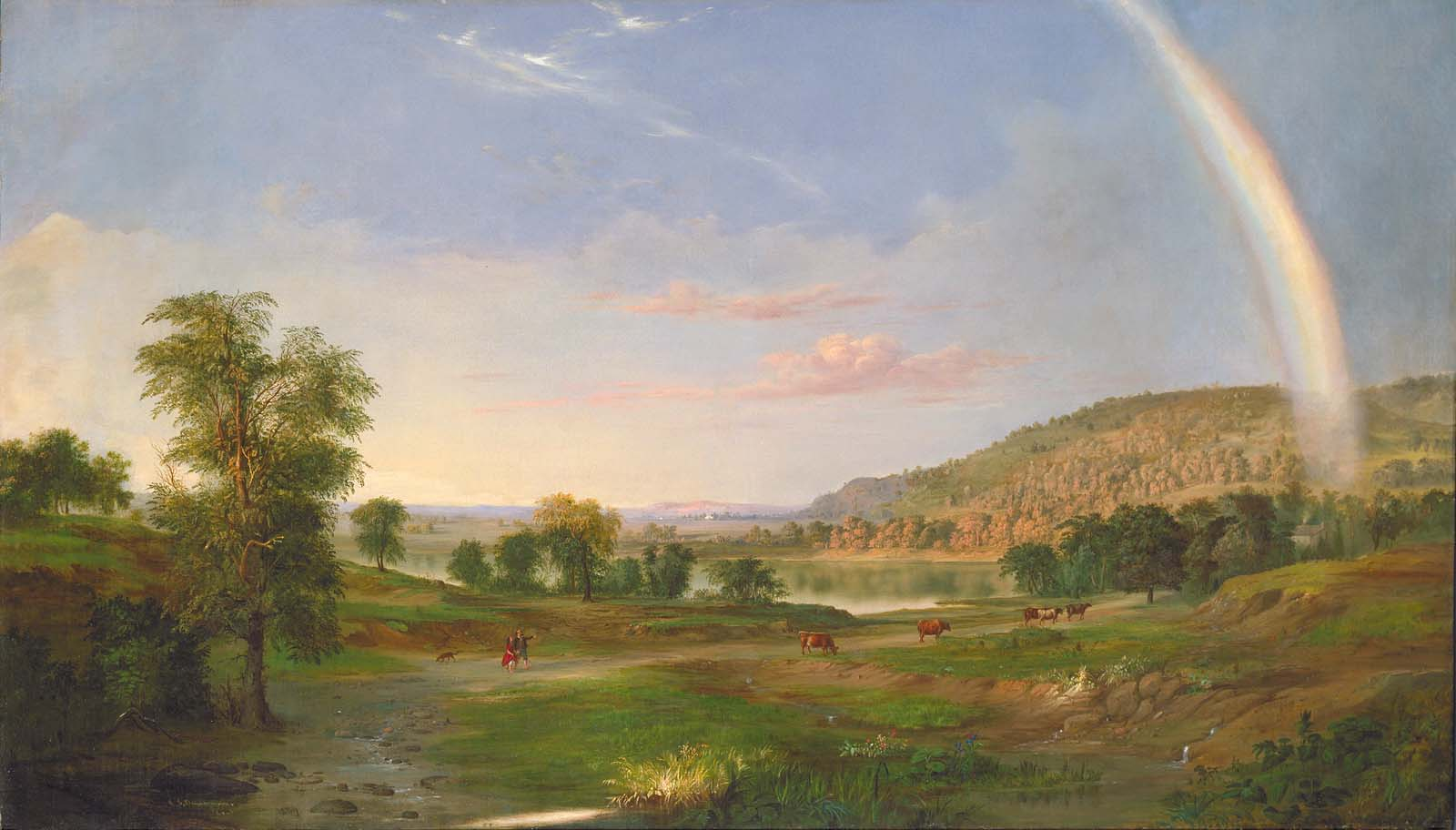
Landskap med regnbåge, 1859
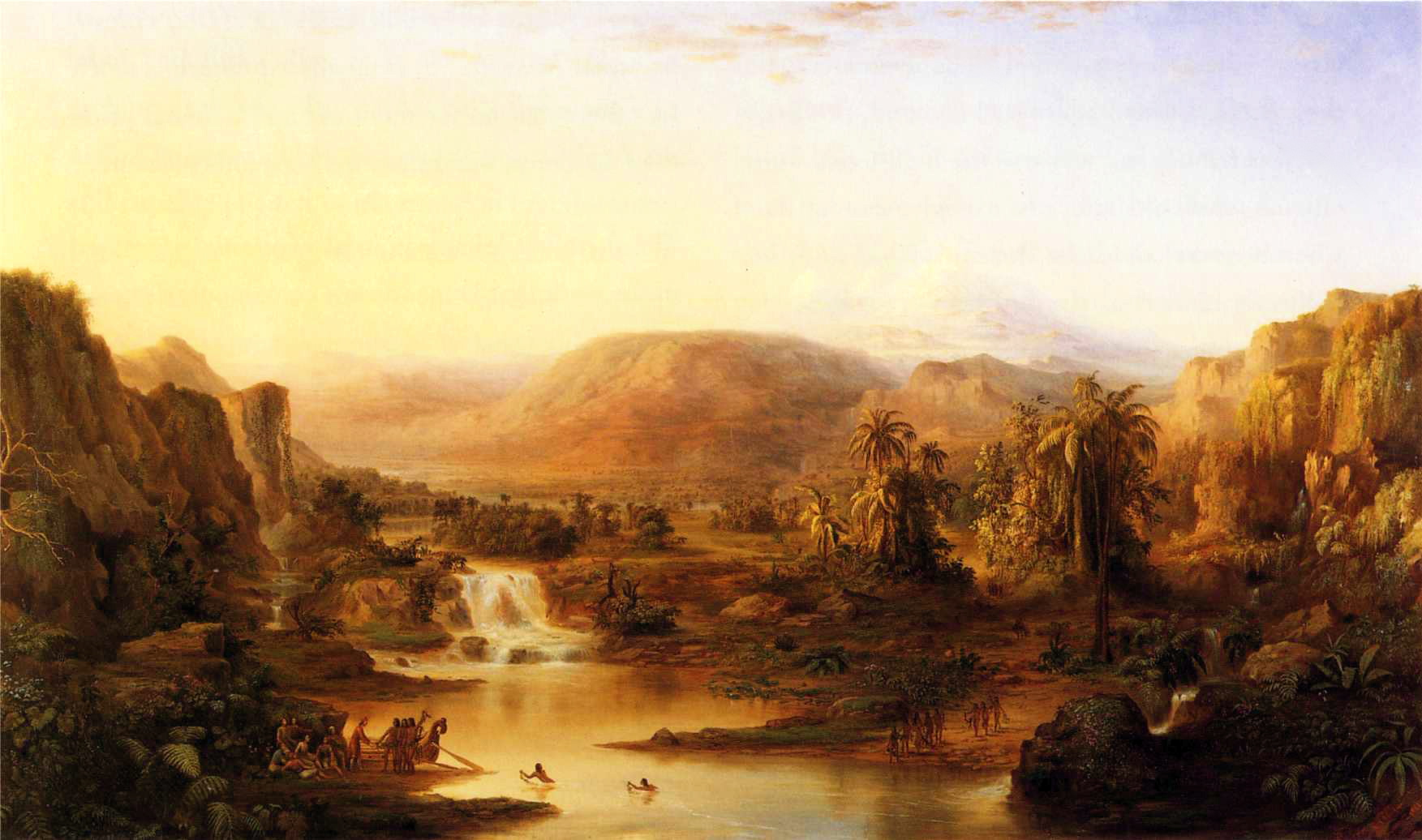
Land of the Lotus Eaters, 1860
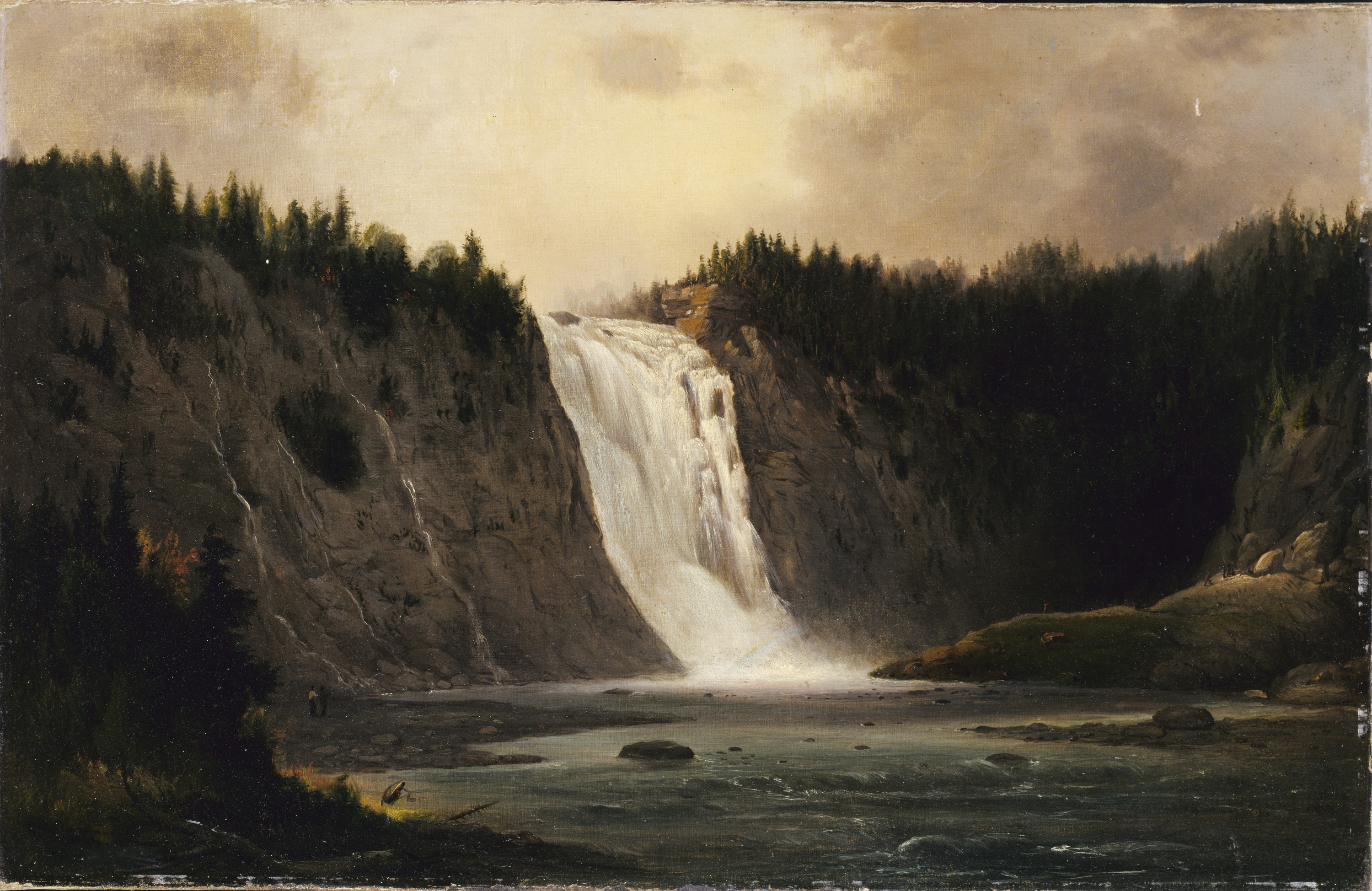
Waterfall on Mont Morency, 1864
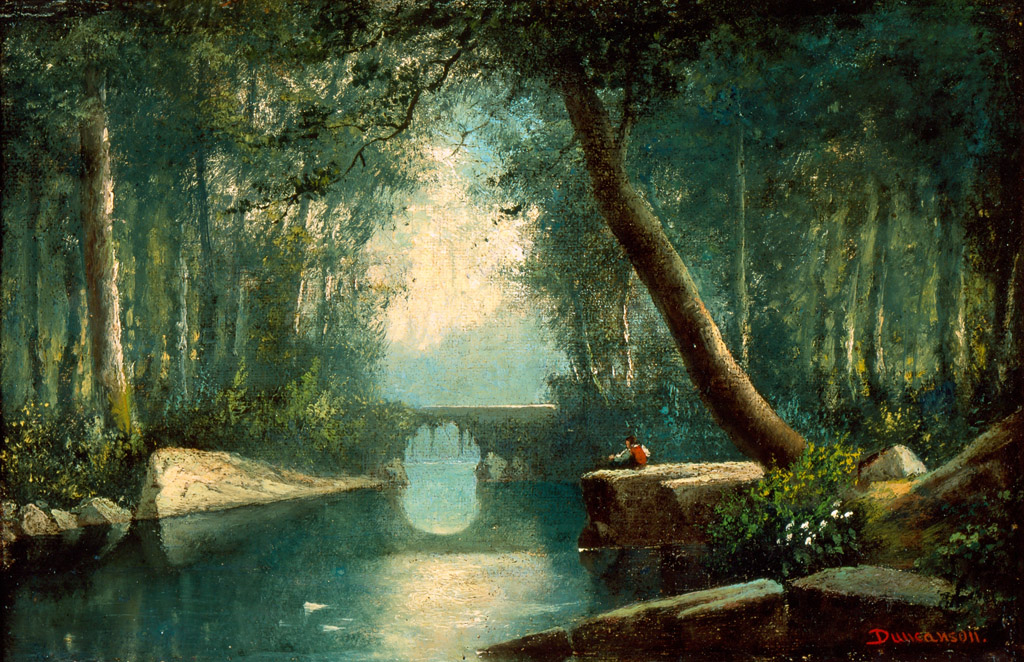
Woodland Stream, an Idyll, omkring 1865